# Xúc xích Glamorgan
Xúc xích Glamorgan (tiếng Wales: Selsig Morgannwg) là một loại xúc xích ăn chay truyền thống của xứ Wales với thành phần chính là phô mai (thường là phô mai Caerphilly), tỏi tây cùng vụn bánh mì. Tên của món xúc xích này được đặt theo tên của quận Glamorgan giàu truyền thống ở xứ Wales.
Những ghi chép được công bố sớm nhất về món ăn này xuất hiện từ những năm 1850 trong quyển Wild Wales của George Borrow. Tuy nhiên, các ghi chép trước đó trong kho lưu trữ của quận Glamorgan cho thấy một công thức có chứa thịt lợn. Phiên bản chay hiện đại trở nên phổ biến trong Chiến tranh thế giới thứ hai khi thịt trở nên hiếm hoi hơn. Hiện nay, xúc xích Glamorgan đang được hai công ty sản xuất hàng loạt. Món ăn cũng bao gồm nhiều biến thể, trong đó, vài công thức hoán đổi tỏi tây với hành tây, cũng như sử dụng đa dạng các loại thảo mộc, gia vị cùng phô mai khác nhau.

## Lịch sử
Nguồn gốc của xúc xích Glamorgan vẫn còn rất mơ hồ. Theo nghiên cứu được thực hiện tại văn khố hạt Glamorgan ở Leckwith phát hiện rằng có ít nhất một công thức truyền thống có sử dụng thịt. Trong một cuốn sổ tay có niên đại từ năm 1795 đến 1813 do John Perkins khởi thảo tại Ty-draw, Llantrithyd, công thức bao gồm 1 pound (0,45 kg) thịt lợn nạc và mỡ cho mỗi phần xúc xích Glamorgan. Gia vị lúc bấy giờ cũng khác biệt hoàn toàn so với các phiên bản hiện đại, trong đó có nhiều thành phần như đinh hương, xô thơm và gừng.
Ấn phẩm đầu tiên đề cập đến loại xúc xích này là quyển sách Wild Wales của George Borrow viết vào thập niên 1850 và được xuất bản trong thập kỷ tiếp theo. Theo đó, ông mô tả loại xúc xích này "không thua kém gì so với loại xúc xích ở Epping". Quyển sách cũng nêu rõ xúc xích Epping là xúc xích không có thịt. Borrow đã đến thăm Y Gwter Fawr (nay là Brynamman) và ăn xúc xích tại một địa điểm có tên là Tregib Arms. Từ năm 1869 trở đi, nhiều quảng cáo bán xúc xích Glamorgan trên các tờ báo bắt đầu xuất hiện. Quảng cáo đầu tiên được người bán thịt lợn Henry S. Hammond ở số 288 phố Bute, thành phố Cardiff đặt in trên tờ Western Mail vào ngày 15 tháng 12. Hammond tiếp tục quảng cáo loại xúc xích này trong vài năm tiếp theo. Đến năm 1873, do nhu cầu gia tăng, đòi hỏi phải làm xúc xích theo giờ nên ông đã chào bán xúc xích của mình cho các nhà sản xuất trước ngày bán. Quảng cáo cũng cho thấy rõ rằng xúc xích được làm từ "thịt lợn cho ăn có chọn lựa".
Nhiều người cho rằng ban đầu xúc xích Glamorgan được làm bằng phô mai lấy từ giống bò Glamorgan, nhưng do số lượng cá thể bò này đang gần như tuyệt chủng nên không còn được sản xuất nữa. Trong Chiến tranh thế giới thứ hai, do khẩu phần thịt hạn chế nên xúc xích Glamorgan dần trở nên phổ biến. Ủy ban Gas xứ Wales đã quảng bá xúc xích này trong một cuốn sách nấu ăn được xuất bản vào những năm 1950. Tuy nhiên, trong đó không nêu rõ nên sử dụng loại phô mai nào.
Năm 2005, một chiến dịch đưa thương hiệu xúc xích Glamorgan nằm trong chương trình bảo hộ chỉ dẫn địa lý và đặc sản truyền thống của Liên minh Châu Âu chính thức được khởi xướng. Điều này sẽ chỉ cho phép xúc xích Glamorgan làm ra tại khu vực này được dán nhãn như vậy. Động thái này do Greta Watts-Jones, người điều hành công ty Cwrt Newydd ở Cowbridge, nhà sản xuất lớn duy nhất trong khu vực dẫn dắt. Đối thủ cạnh tranh chính của công ty này là công ty thực phẩm Cauldron, có trụ sở tại Bristol, Anh. Việc bảo hộ địa lý này trước đây cũng từng áp dụng cho thịt cừu và thịt bò xứ Wales. Tuy nhiên, trong cuộc bỏ phiếu tổ chức vào tháng 3 năm 2006 nhằm đưa xúc xích Glamorgan cùng với phô mai Caerphilly vào chương trình bảo hộ, Nghị viện châu Âu đã không thông qua luật.

## Công thức
Trong các phiên bản hiện đại, người ta sử dụng loại phô mai Caerphilly, hậu duệ của công thức phô mai Glamorgan truyền thống, tuy nhiên vẫn cho kết cấu và hương vị chung giống nhau. Công thức cơ bản yêu cầu hỗn hợp phô mai, tỏi tây và vụn bánh mì, mặc dù một số phiên bản khác có thể thay tỏi tây bằng hành tây hoặc hành lá đồng thời bổ sung thêm các nguyên liệu thảo mộc như rau mùi tây hoặc hương liệu khác như mù tạt. Người chế biến sẽ cuộn hỗn hợp này thành hình xúc xích, sau đó đem chiên. Tuy về tên gọi là xúc xích, nhưng món ăn này không có vỏ xúc xích, thay vào đó, trứng sẽ được sử dụng để liên kết các thành phần lại với nhau, đảm bảo món ăn không bị vỡ ra trong quá trình chế biến.

### Biến thể

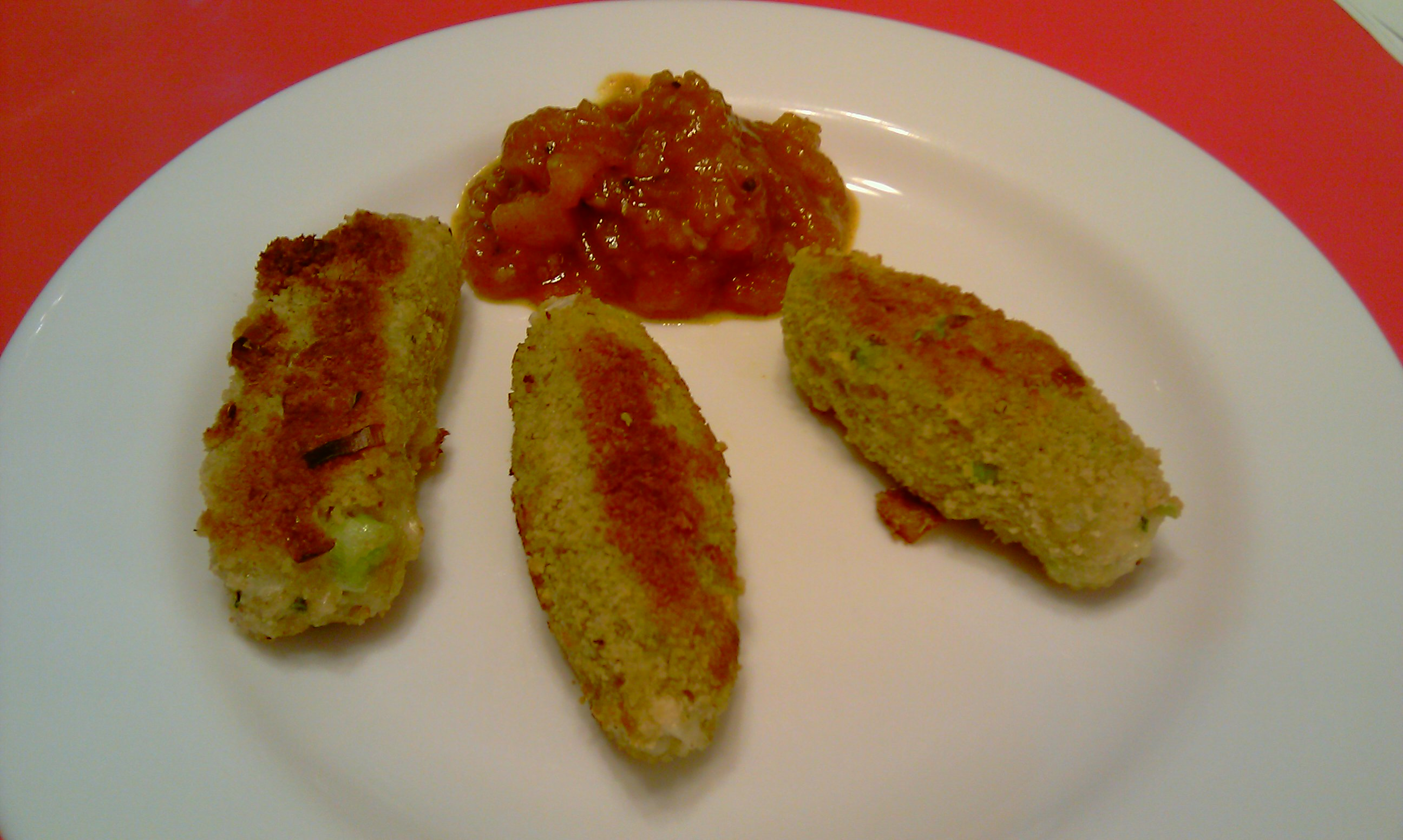
Xúc xích Glamorgan ăn kèm với tương ớt

Trong các công thức nấu ăn khác nhau, tùy trường hợp mà người chế biến có thể thay thế hoặc bổ sung các thành phần tùy theo mục đích của họ. Hai đầu bếp nổi tiếng trên truyền hình là Dave Myers và Si King thường sử dụng loại pho mát Welsh thay cho pho mát Caerphilly đồng thời đề xuất rằng món ăn nên được bài trí cùng một củ hành đỏ và một ít xốt ớt xay nhuyễn. Còn trong một công thức ở Úc, phô mai Lancashire là một thành phần thay thế. Về vụn bánh mì, đầu bếp Bobby Freeman đề nghị sử dụng vụn bánh mì nửa nâu nửa trắng, trong khi Canteen, chủ nhân cuốn sách nấu ăn cho nhà hàng có trụ sở ở London đề xuất sử dụng kết hợp khoai tây luộc và vụn bánh mì để tráng xúc xích.
Tùy từng người mà sẽ có những kỹ thuật kết hợp tỏi tây khác nhau. Một số công thức đề xuất trộn sống chúng lại với nhau, trong khi những công thức khác cho rằng nên làm nâu chúng trước trong chảo rán. Trong trường hợp dùng tỏi sống, họ có thể cho thêm vào một ít phụ gia nhằm làm cho xúc xích giòn hơn. Trong khi đó, các đầu bếp Dave Myers, Si King lẫn Canteen đều chọn cách nấu tỏi tây trước. Với Canteen, vị đầu bếp này sử dụng một loạt các loại thảo mộc như cây xô thơm như trong công thức Perkins, đi kèm với hạt nhục đậu khấu. Công thức của Hội đồng Gas Welsh được gọi đơn giản là "hỗn hợp thảo mộc", trong khi Felicity Cloake trên tờ The Guardian đề nghị bổ sung thêm cỏ xạ hương. Khi chiên, đầu bếp Sophie Grigson cho biết nên sử dụng mỡ lợn, trong khi hai đầu bếp Dave Myers và Si King thống nhất dùng dầu thực vật. Còn Felicity Cloake và Nigel Godwin thì đề xuất nên chiên xúc xích Glamorgan trong bơ.